# Rectarcturus kophameli
Rectarcturus kophameli is een pissebed uit de familie Rectarcturidae. De wetenschappelijke naam van de soort is voor het eerst geldig gepubliceerd in 1901 door Ohlin.